# Munkbrarup
Munkbrarup es un municipio situado en el distrito de Schleswig-Flensburgo, en el estado federado de Schleswig-Holstein (Alemania). Tiene una población aproximada de 1 169 habitantes.
Está ubicado al noreste del estado, cerca de las ciudades de Flensburgo y Kappeln, del fiordo Schlei y de la frontera con Dinamarca.